# Мидуэй (тауншип, округ Сент-Луис, Миннесота)
Мидуэй (англ. Midway) — тауншип в округе Сент-Луис, Миннесота, США. На 2000 год его население составило 1479 человек.

## География
По данным Бюро переписи населения США площадь тауншипа составляет 46,6 км², из которых 46,6 км² занимает суша, водоёмов нет.

## Демография
По данным переписи населения 2000 года здесь находились 1479 человек, 495 домохозяйств и 386 семей.  Плотность населения —  31,7 чел./км².  На территории тауншипа расположено 509 построек со средней плотностью 10,9 построек на один квадратный километр. Расовый состав населения: 96,28 % белых, 2, % коренных американцев, 0,20 % — других рас США и 1,08 % приходится на две или более других рас. Испанцы или латиноамериканцы любой расы составляли 0,54 % от популяции тауншипа. 15,8 % населения составляли немцев, 15,3 % шведов, 14,9 % норвежцев, 10,6 % финнов, 7,4 % поляк, 6,3 % ирландцев и 5,1 % French по данным переписи населения 2000 года.
Из 495 домохозяйств в 32,7  воспитывались дети до 18 лет, в 66,7 % проживали супружеские пары, в 6,7 % проживали незамужние женщины и в 22,0 % домохозяйств проживали несемейные люди. 17,2 % домохозяйств состояли из одного человека, при том 7,9 % из — одиноких пожилых людей старше 65 лет. Средний размер домохозяйства — 2,66, а семьи — 3,01 человека.
23,2 % населения — младше 18 лет, 5,5 % — в возрасте от 18 до 24 лет, 24,3 % — от 25 до 44, 25,5 % — от 45 до 64, и 21,6 % — старше 65 лет. Средний возраст — 43 года. На каждые 100 женщин приходилось 95,9 мужчин.  На каждые 100 женщин старше 18 приходилось 91,6 мужчин.
Средний годовой доход домохозяйства составлял 42 411 долларов, а средний годовой доход семьи —  47 614 долларов. Средний доход мужчин —  39 554  доллара, в то время как у женщин — 22 500. Доход на душу населения составил 17 487 долларов. За чертой бедности находились 3,4 % семей и 5,4 % всего населения тауншипа, из которых 2,4 % младше 18 и 3,2 % старше 65 лет.